# Kayogoro
Kayogoro – miasto w Burundi; w prowincji Makamba; 3 538 mieszkańców (2008). 